# Biodry
Biodry [bjɔdrɨ] est un village dans le district administratif de Gmina Jedwabne, dans le comté de Łomża, Voïvodie de Podlachie, dans le nord-est de la Pologne. 